# 25I-NBOMe
25I-NBOMe (2C-I-NBOMe) je derivat fenetilaminskog psihodelika 2C-I.
25I-NBOMe deluje kao visoko potentan pun agonist ljudskog  receptora, sa  od 0,044 nM, te je šesnaest puta potentniji od 2C-I liganda. Radio obeležena forma 25I-NBOMe se može koristiti za mapiranje distribucije  receptora u mozgu. In vitro testovi su pokazali da ovo jedinjenje deluje kao agonist, ali rezultati životinjskih studija nisu objavljeni. Dok N-benzilni derivati 2C-I znatno povećavaju potentnost, N-benzilni derivati 2,5-dimetoksi-4-jodoamfetamina su neaktivni.